# Roulette (spel)

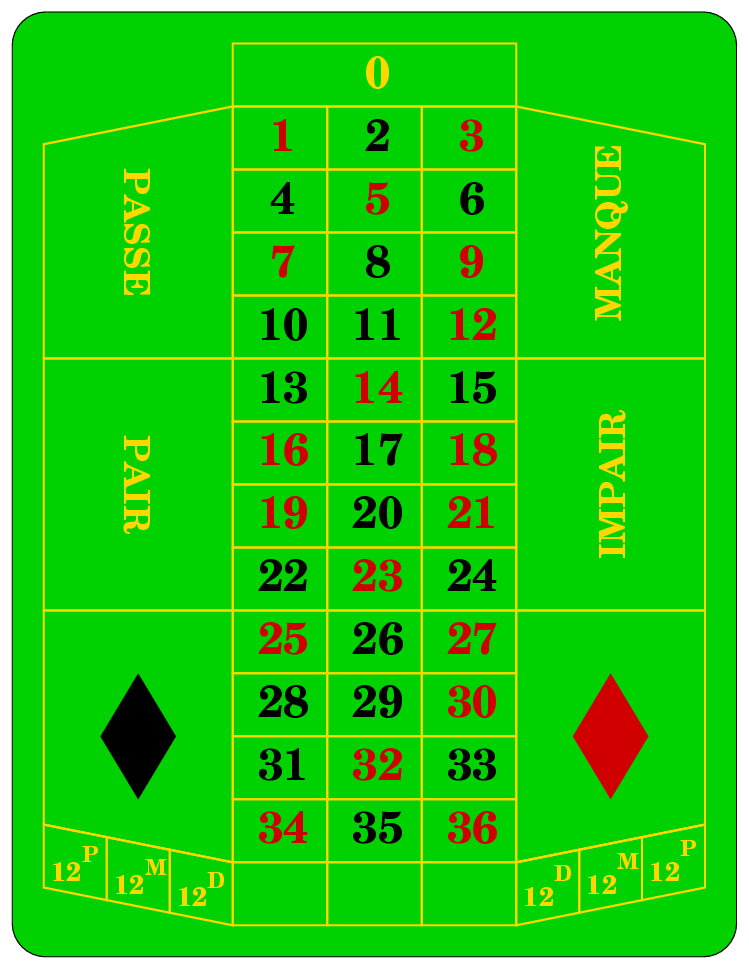
Speelveld van Franse roulette

Roulette is een gokspel dat men in casino's speelt. Er bestaan twee hoofdvarianten: Amerikaanse roulette en Franse roulette. De laatste wordt ook wel Europese roulette genoemd.
Het spel is een kansspel waarin een balletje (de kogel) door een croupier in een tegengesteld draaiende cilinder met (bij Franse roulette) 37 verschillende vakjes wordt gegooid. De vakjes zijn genummerd van 0 tot en met 36. De speler plaatst op het speelveld zijn fiches die elk een eigen waarde hebben. De tabel geeft voor iedere toegestane plaats van het fiche aan bij welke uitkomst(en) men wint, en hoeveel keer zoveel als de inzet. 
Een Amerikaanse roulette heeft twee vakjes met een nul (0 en 00), dus 38 vakjes in totaal. De Franse roulette heeft altijd 37 vakjes. Bij Holland casino hebben beide roulettes 37 vakjes.
De speler heeft verschillende inzetmogelijkheden. Er wordt gezet met fiches (Frans jetons, Amerikaans chips). Hij kan op een enkel nummer zetten, maar ook op een aantal nummers tegelijk. Komt een van de nummers uit, dan wint de speler. Hij mag de ingezette fiche houden en ontvangt (36/n)-1 fiches van de bank, waarin n het aantal nummers is waarop de speler heeft ingezet. Verliest de speler, dan is hij de ingezette fiche kwijt.
Er blijft echter altijd voordeel voor de bank, wat gegarandeerd wordt doordat er 37 of 38 mogelijkheden zijn (de getallen 1 t/m 36 plus de zéro (nul)), terwijl er wordt uitbetaald alsof er maar 36 vakjes zijn. Het voordeel voor de bank (ook huisvoordeel genoemd) bedraagt dus 1/37 deel = 2,7 procent of 2/38 deel = 5,3 procent van de gehele inzet per draai. Het is bij Franse roulette 1,35 procent bij enkelvoudige kansen (rood/zwart, even/oneven of hoog of laag). Dan geldt namelijk de regel bij het uitkomen van de zéro dat het verschil gedeeld wordt (partager) en de speler de helft van zijn inzet terugkrijgt. Van iedere € 1000 die men inzet, verliest men in Europa € 27,03 en van iedere $ 1000,- die in Amerika op de roulettetafel belandt, gaat $ 52,63 naar het huis.

## Wijze van inzetten
| Franse benaming                   | Amerikaanse benaming | Plaatsing                                                                            | Aantal nummers waarop gewed wordt | Uitbetaling † | Opmerking |
| --------------------------------- | -------------------- | ------------------------------------------------------------------------------------ | --------------------------------- | ------------- | --- |
| Plein                             | Straight up          | een nummer                                                                           | 1                                 | 35            | |
| Cheval                            | Split                | op het lijntje tussen twee nummers                                                   | 2                                 | 17            | Meervoud: chevaux |
| Transversale pleine               | Street               | links of rechts van een drietal                                                      | 3                                 | 11            | Men kan ook gokken op 0-1-2 of 0-2-3 en dit geldt als transversale (3 nummers) |
| Transversale simple               | Sixline              | combinatie van transversale en cheval                                                | 6                                 | 5             | |
| Carré                             | Corner               | op het kruispunt tussen vier nummers                                                 | 4                                 | 8             | Men kan ook gokken op 0-1-2-3 en dit geldt als carré (4 nummers) |
| Colonne                           | Column               | onderaan een kolom                                                                   | 12                                | 2             | Men kan ook gokken op de nummers 1-12 (12P), 13-24 (12M) of 25-36 (12D) |
| Colonne à cheval                  |                      |                                                                                      | 24                                | 1/2           | Men kan ook gokken op de nummers 1-12 (12P), 13-24 (12M) of 25-36 (12D) |
| Chance simple                     | Even chances         | noir of rouge, pair of impair, manque of passe                                       | 18                                | 1             | Frans: Komt de nul uit, dan blijft de halve inzet staan tot de volgende ronde (en prison) valt de 0 nog eens, dan moet de chance simple tweemaal uitkomen, anders is de inzet verloren. Men mag ook de inzet met de bank delen. Amerikaans: Als 0 of 00 valt zijn alle inzetten die niet op het betreffende nummer zijn gezet verloren. |
| Les voisins                       | neighbours           | een nummer met de nummers die zich in de cilinder daaromheen bevinden                | 5                                 | 6,2           | Meestal worden vijf jetons gebruikt. Ze worden gezet op een reeks van vijf nummers die op de cilinder naast elkaar liggen. Bijvoorbeeld 9 avec les voisins op de nummers 14-31-9-22-18. |
| Série deux-trois Voisins du zéro  |                      | Overleg met de croupier, of als chevals: 2-3 4-7 12-15 19-22 18-21 25-26 28-29 32-35 | 16                                | 1,25          | De nummers 22-18-29-7-28-12-35-3-26-32-15-19-4-21-2-25 |
| Série cinq-huit Tiers du cylindre |                      | Overleg met de croupier, of als chevals: 5-8 10-11 13-16 23-24 27-30 33-36           | 12                                | 2             | De nummers 27-13-36-11-30-8-23-10-5-24-16-33 |
| Orphelins                         |                      | Overleg met de croupier of en plein                                                  | 8                                 | 3,5           | De nummers 1-20-14-31-9 en 17-34-6 |

† Bovendien krijgt de speler zijn inzet terug.

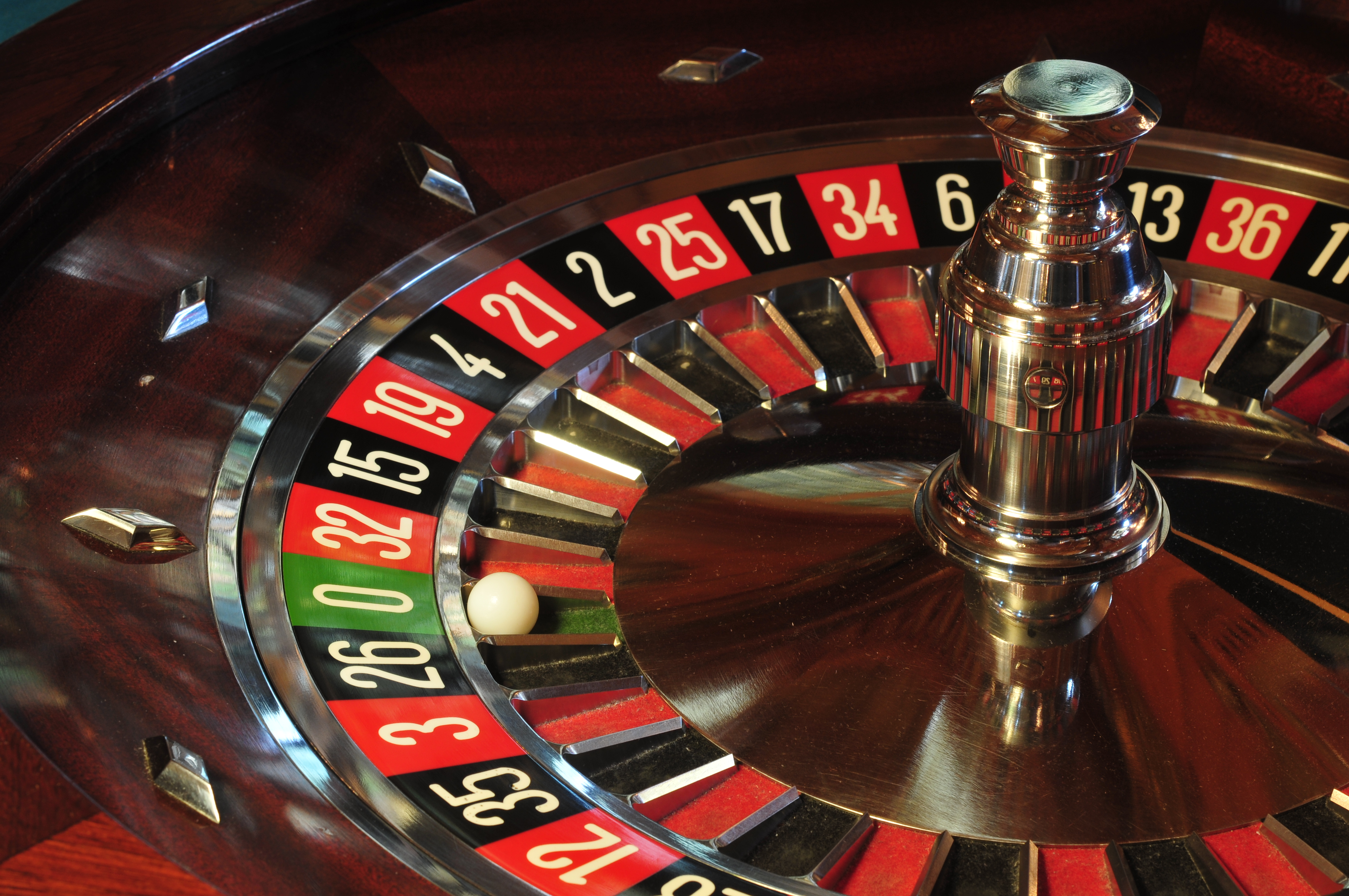
Roulette

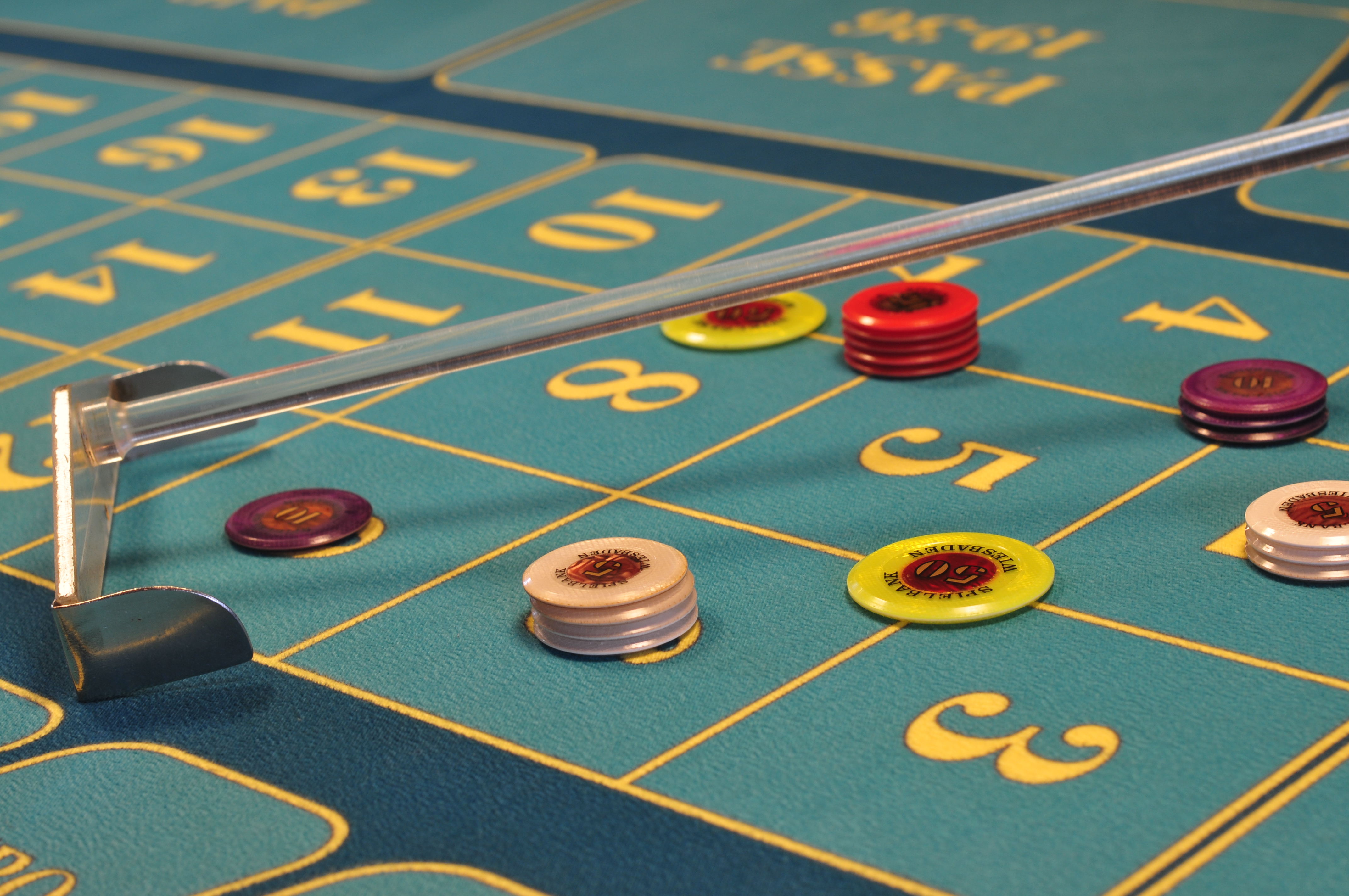
Roulettetafel met fiches

Franse roulette

## Volgorde van de nummers
De verdeling van getallen in de cilinder (0-36) is waarschijnlijk bedacht door Blaise Pascal, althans voor de Franse roulette. Deze verdeelde de cijfers zodanig dat nergens twee getallen kleiner of groter dan 18 naast elkaar liggen, met uitzondering van de getallen 5 en 10, waar de cilinder zich als het ware in tweeën splitst. Dit geldt ook voor de kleuren rood en zwart.
Hoewel het voor de kansen geen verschil maakt, bevinden de nummers zich in een vastgestelde volgorde op de cilinder van het roulettewiel. De croupier kent deze volgorde uit het hoofd. De kleuren rood en zwart zijn dezelfde, een nummer dat bij Franse roulette rood is, is bij Amerikaanse roulette ook rood.
| Frans      | 0 | 32 | 15 | 19 | 4  | 21 | 2 | 25 | 17 | 34 | 6 | 27 | 13 | 36 | 11 | 30 | 8  | 23 | 10 | 5  | 24 | 16 | 33 | 1  | 20 | 14 | 31 | 9  | 22 | 18 | 29 | 7  | 28 | 12 | 35 | 3  | 26 |   |
| Amerikaans | 0 | 28 | 9  | 26 | 30 | 11 | 7 | 20 | 32 | 17 | 5 | 22 | 34 | 15 | 3  | 24 | 36 | 13 | 1  | 00 | 27 | 10 | 25 | 29 | 12 | 8  | 19 | 31 | 18 | 6  | 21 | 33 | 16 | 4  | 23 | 35 | 14 | 2 |

## Roulettesystemen
Sommige mensen spelen roulette via een roulettesysteem, de bekendste roulettestrategiesystemen zijn: Martingale, reeks van Fibonacci, het laboucheresysteem, One Hit Wonder en de d'Alembertstrategie.
De reeks van Fibonacci is een roulettestrategie waarbij je bij verlies altijd de twee voorgaande inzetten bij elkaar optelt. Deze som zet je dan opnieuw in, wanneer je wint zal je twee stappen teruggaan in de reeks. 
De makkelijkste strategie is One Hit Wonder. Je zet gewoon altijd in op één specifiek nummer en gaat ervan uit dat dit nummer valt voordat je 36 rondes hebt gespeeld.
De d'Alembertstrategie is ook al een bekende roulettestrategie en is misschien wel de populairste. Wanneer je een inzet verliest, zal je één credit meer inzetten en wanneer je wint, zet je een credit minder in.
Geen van de hieronder of elders beschreven inzetstrategieën zijn bewezen effectief.
Een roulettewiel heeft 37 nummers en de uitbetaling inclusief de inzet is 36 stuks.

## Martingale-systeem
Het Martingale-systeem is een van de bekendste roulettesystemen. Tegelijkertijd is het ook een van de eenvoudigste systemen om toe te passen. Dit systeem maakt, net als de meeste roulettesystemen, gebruik van chances simples-inleg. Het werkt als volgt: start met de minimale inleg en kies je kleur, rood of zwart. In dit voorbeeld gaan we uit van een minimale inleg van 1 fiche en leggen we steeds in op de kleur rood. Helaas, het balletje valt op zwart. We verdubbelen onze inleg naar 2 fiches en houden vast aan inzetten op rood. We verliezen weer, het balletje valt weer op zwart. We verdubbelen onze inleg nogmaals en leggen nu dus 4 fiches in op rood. Wéér valt het balletje op zwart. We verdubbelen naar een inleg van 8 fiches op rood, het balletje valt nu wél op rood. We winnen nu 8 fiches, terwijl we 1+2+4=7 fiches hebben ingelegd. Er is nu dus winst van 1 fiche. Nadat je hebt gewonnen begint het systeem opnieuw en leg je weer 1 fiche in op rood. Win je direct? Ga dan niet verdubbelen maar blijf de minimale inleg plaatsen van 1 fiche. 
Het gevaar van dit systeem: men maakt de assumptie dat je altijd kan verdubbelen. Deze assumptie is niet correct omwille van twee redenen. Ten eerste hebben roulettetafels vaak een maximale inleg, je kunt dus niet eindeloos blijven verdubbelen. Ten tweede is ook de inleg van de speler zelf niet oneindig. Het is mogelijk dat je als speler op een punt komt dat je financieel niet meer kan/wil verdubbelen. Hierdoor zal men vele keren kleine winsten maken en heel soms een groot verlies. Bovendien viel een martingaalstrategie door zijn eenvoud op en hadden casino´s in het verleden wel eens het beleid martingaalspelers te verwijderen.
Het martingale-systeem wordt vaak in junkmail geadverteerd als ijzersterke strategie waarmee men kan winnen. In feite proberen de afzenders van dit soort mail spelers naar online casino´s te lokken.

## Tarsoj-systeem
Wanneer je via het Tarsoj-systeem roulette speelt, ga je bij winst omlaag in je inzet en bij verlies omhoog. Je speelt op rood/zwart of even/oneven. Begin bijvoorbeeld met een inleg van 3 fiches, wanneer je verliest ga je naar 4 fiches, wanneer je nogmaals verliest ga je naar 5 fiches, enzovoorts. Begin je met 3 fiches en win je? Dan zou je volgens dit systeem bij de volgende draai nog maar 2 fiches in moeten zetten, win je nogmaals zet je de beurt erna nog maar 1 fiche in. Het verschil met het Martingale-systeem is dat je bij dat systeem je inzet bij verlies direct verdubbeld, bij Roulette via Tarsoj ga je in kleinere stapjes omhoog.

## Flieger-systeem
Het Flieger-systeem is van Nederlandse bodem, bedacht door ambtenaar Ingrid Flieger. Het Flieger-roulettesysteem is eigenlijk een combinatie van het Martingale- en d’Alembert-systeem, maar met een andere manier van inzetten. Het systeem is wat ingewikkelder omdat er geen vaststaande formule is zoals dat bij bijvoorbeeld het Martingale-systeem (verdubbelen van inzet bij verlies) wel het geval is. Wanneer je volgens het Flieger-systeem speelt, moet je ervoor zorgen dat je uitbetaling bij winst altijd net iets hoger is dan het verlies dat je met je inleg in voorgaande rondes hebt gemaakt. Je speelt op rood/zwart of even/oneven, hoeveel je precies inzet per ronde mag je helemaal zelf weten. Bijvoorbeeld: je begint de eerste ronde met een inleg van 5 fiches en verliest. De tweede ronde leg je 9 fiches in en je verliest weer. Je staat nu dus op 14 fiches verlies. Om dit verlies goed te maken, plus een klein beetje winst, zal je in de volgende ronde dus 15 fiches of meer moeten inzetten. Verlies je weer? Dan sta je op 14+15=29 fiches verlies. Kies er bij de volgende ronde dan bijvoorbeeld voor op 30 fiches in te zetten. Win je die ronde? Dan krijg je 60 fiches uitbetaald, hiermee maak je je verlies van voorgaande rondes (29 fiches) goed, heb je je inleg van de huidige ronde (30 fiches) terug, én heb je 1 fiche winst.

## d’Alembert-systeem
Ook het d’Alembert-systeem maakt gebruik van enkelvoudige kansen (chances simples), je zet dus in op bijvoorbeeld rood/zwart. Dit roulettesysteem laat het aan jou als speler over op welk bedrag je wilt beginnen met inzetten. Verlies je? Zet dan in de volgende ronde het bedrag van je vorige inleg plus je startinleg in. Wanneer je hebt gewonnen, zet je diezelfde inleg waarmee je zojuist won nogmaals in maar dan verminderd met je startinleg. Het klinkt misschien wat ingewikkeld, daarom weer even een voorbeeld: je startinleg is 5 fiches. Bij verlies zet je de volgende 10 fiches in. Verlies je weer, dan schuif je in de volgende ronde 15 fiches naar voren. Wanneer je in deze derde ronde nu hebt gewonnen in plaats van verloren, zet je in de vierde ronde weer 10 fiches in (de inleg van de derde ronde min je startinleg van 5 fiches).

## Hollandish-systeem
Het Hollandish-systeem kost wat meer tijd om onder de knie te krijgen. Wanneer je het eenmaal doorhebt, zal je zien dat het toch niet zo ingewikkeld is als het in eerste instantie leek. Wanneer je via dit roulettesysteem speelt kijk je steeds naar de uitslag van de 3 voorafgaande rondes. De drie rondes samen worden aangeduid als een ‘Hollands blok’. Heb je in de voorgaande 3 rondes 2 rondes verloren? Dan verhoog je je inzet voor de aankomende 3 rondes. Wanneer je in de voorgaande 3 rondes 2 rondes hebt gewonnen, verlaag je juist je inzet voor de aankomende 3 rondes. De inlegverdubbeling werkt bij dit systeem anders dan bij het Martingale-systeem. Bij het Hollandish-systeem verhoog je je inzet op deze manier: 1, 3, 5, 7, 9 – 3, 9, 15, 21, 27. Wanneer je bent begonnen met een inleg van 1 fiche en verlies je minimaal 2 van de 3 speelrondes, zet je in de volgende 3 speelrondes op elke ronde 3 fiches in. Win je het volgende Hollandse blok? Dan heb je je verlies teruggewonnen en begin je opnieuw aan de reeks.

## Labouchere-systeem
Het Labouchere roulettesysteem is bedacht door Henry Labouchere. Wanneer je via dit systeem speelt, is het belangrijk om van tevoren te bedenken wat je aan winst wilt behalen, en dit bedrag te verdelen over een reeks inzetten. Labouchere zelf gebruikte de getallen 3, 4, 5, 6 en 7 voor zijn systeem. De volgorde van de getallen is overigens niet van belang. Wanneer je wint streep je de getallen waarop je won weg en vervang je ze door nieuwe getallen.

## Parlay & Paroli-systeem
Het Parlay en Paroli-systeem zijn twee afzonderlijke roulette-systemen die veel van elkaar weg hebben. Beide zijn ze progressief: je inleg wordt na een winnende ronde verdubbeld, na een verliesgevende ronde wordt de inleg juist verlaagd. Je speelt op chances simple (50/50-kansen). Je kunt zelf kiezen hoeveel ‘rondes’ je speelt voordat je teruggaat naar je begininleg. Het verschil tussen het Parlay- en het Paroli-systeem is dat je bij het Parlay-systeem vooraf het gewenste bedrag aan winst bepaalt, terwijl je bij het Parlay-systeem uitgaat van een vooraf bepaalde aantal speelrondes. Het systeem komt oorspronkelijk uit Frankrijk, een kleine 100 jaar geleden is het via Engeland naar Nederland gekomen. In Engeland werd de manier van roulettespelen overigens wel iets aangepast. Dit gebeurde door invloeden van sportweddenschappen.

## Fibonacci & Whittaker-systeem
De naam Fibonacci verwijst naar de rij van Fibonacci. Elk getal is een verdubbeling van de twee getallen die eraan voorafgaan. Deze getallenreeks zie je overal in de natuur terug. Nu terug naar de roulettetafel, daar gebruik je het Fibonacci- of Whittaker-systeem door in te leggen op enkelvoudige (chances simples) inlegmogelijkheden, bijvoorbeeld rood/zwart. Start met een zelfgekozen inleg, in dit geval kiezen we even voor 2 fiches. Verlies je? Dan verhoog je de inzet met de som van de inleg van de twee voorafgaande speelrondes. Is het je eerste speelronde? Dan gebruik je 0 om in je som mee te nemen, en blijft de inleg in je tweede ronde dus gelijk aan die van de eerste ronde. Wanneer je wint, ga je 2 stapjes in inleg terug. Zolang je aan de winnende hand bent, blijf je na iedere winnende ronde 2 stapjes teruggaan. Dit systeem vereist wat hoofdrekenwerk, wanneer je net begint met spelen is dit misschien niet het juiste systeem voor jou. De reeks uit ons voorbeeld, startend met een inleg van 2 fiches, ziet er als volgt uit: 2, 2, 4, 6, 10, 16, 26, 42 enzovoorts.

## Oscar’s Grind-systeem
Dit systeem werkt met een progressieve reeks waarmee je als doel hebt een winst van minimaal je eerste inleg te behalen. Bij verlies wordt bij de eerstvolgende inleg hetzelfde bedrag ingezet. Win je? Dan ga je door met een hoger inlegbedrag per spel. Wanneer je na een winnende ronde meer dan het bedrag van je eerste inleg hebt gewonnen begint het systeem weer opnieuw. Bij Oscar’s Grind bepaal je zelf met welke inleg je begint. Iedere inleg is steeds een verhoging ten opzichte van je eerste inleg. Een voorbeeld van de inlegreeks is 2, 4, 6, 8, of 10, 20, 30, 40 enzovoorts. Begin je bijvoorbeeld met een inleg van 2 euro en verlies je die eerste ronde? Dan plaats je de komende ronde weer een inleg van 2 euro. Verlies je weer, zet je ook in de derde ronde 2 euro in. Bij winst in je derde ronde verhoog je je inleg en zet je twee keer zoveel in als je eerste inleg (2×2 euro=4 euro). Win je de vierde ronde? Dan schuif je nog een plekje op in je inlegreeks en ga je met een inleg van 6 euro spelen. Bij verlies begin je weer vanaf het begin: met een inleg van 2 euro per spel. Dit systeem staat ook wel bekend als Hoyle’s Press-systeem en werd jaren 50 door de Amerikaanse natuurkundige dr. Allan Wilson bedacht.

## Andere versies van roulette
Naast Amerikaans en Frans roulette zijn er meer versies, bijvoorbeeld de miniroulette, die vooral online gespeeld wordt. 
- Engelse roulette is als Franse roulette, maar zonder prison. Bij het uitkomen van de zéro krijgt de speler die op een chance simple heeft gezet direct de helft van zijn inzet terug. Dit is in Frankrijk gebruikelijker dan de echte Franse roulette. Verder heeft elke speler jetons van zijn eigen kleur.
- Mexicaanse roulette is als Amerikaanse roulette, maar met drie ceros.
- Duitse roulette, een mengvorm van Franse en Engelse roulette.

In China is een aantal casino's die een roulettespel aanbieden zonder zéro, dit heet No Zero Roulette. Russische roulette is iets heel anders.

## Online roulette
De eerste mogelijkheden voor het spelen van online roulette stammen al uit de jaren '90. Toch is het niet al die tijd legaal geweest om te spelen. Of het voor iemand legaal is om online te gokken, hangt af van de kansspelwetten van het land waar de gebruiker op dat moment is.
Bij online roulette kan men geheel geautomatiseerd met een computer spelen. Standaard versies zoals het Europees roulette kunnen ook op afstand in een fysiek casino gespeeld worden. In dat geval is een croupier via camera's in beeld is en is te zien hoe de fysieke cilinder draait en hoe uitslagen gevormd worden.
Inzetten worden bij het roulettespel online ook gedaan op basis van fiches.

### Nederland
Op 1 oktober 2021 is de Wet kansspelen op afstand ingegaan. Deze wet bepaalt dat voor een aanbieder die zich richt op de Nederlandse markt een vergunning is vereist, en regelt de aanvraag en toekenning daarvan. Er zijn diverse legale casino's die online roulette aanbieden.

## Trivia
- De som van de getallen op een roulettetafel bedraagt 666, het getal van het Beest.